# Pedro Enrique
Pedro Henrique Nunes, algemeen beter bekend als Pedro Enrique (São Paulo, 22 augustus 1988) is een Braziliaans autocoureur.
In 2010 en 2011 reed hij in de GP3 serie. 
Enrique begon met karten, en begon in 2006 met Formuleracing in de Zuid-Amerikaanse Formule 3. Na een eerste seizoen als tiende te eindigen, sloot hij zich aan bij het team van Formula Renault, waarvoor hij ook in Europa uitkwam. 

## Carrière
- 2006: Formule Renault 2.0 Brazilië, teams Piquet Sports en Dragão Motorsport (1 race).
- 2006: Formule 3 Sudamericana, team Piquet Sports.
- 2007: Formule Renault 2.0 NEC, team SL Formula Racing (10 races).
- 2007: Eurocup Formule Renault 2.0, team SL Formula Racing.
- 2007: Formule 3 Sudamericana, team Baumer Racing (4 races).
- 2008: Cesário Fórmula, team Cesário Fórmula (5 overwinningen, 2e in kampioenschap).
- 2009: Formule 3 Euroseries, team Manor Motorsport.
- 2009: Britse Formule 3-kampioenschap, team Manor Motorsport (2 races).
- 2009: Masters of Formula 3, team Manor Motorsport.
- 2010: GP3, team ART Grand Prix.

## GP3-resultaten
| Jaar | 1          | 2          | 3           | 4          | 5           | 6          | 7           | 8          | 9          | 10          | 11         | 12          | 13        | 14         | 15         | 16          | Rang | Punten |
| ---- | ---------- | ---------- | ----------- | ---------- | ----------- | ---------- | ----------- | ---------- | ---------- | ----------- | ---------- | ----------- | --------- | ---------- | ---------- | ----------- | ---- | ------ |
| 2010 | ESP FEA 12 | ESP SPR 6  | TUR FEA Ret | TUR SPR 19 | VAL FEA 15  | VAL SPR 11 | GBR FEA Ret | GBR SPR 20 | GER FEA 14 | GER SPR 6   | HUN FEA 19 | HUN SPR Ret | BEL FEA 7 | BEL SPR 19 | ITA FEA 24 | ITA SPR Ret | 24   | 4      |
| 2011 | TUR FEA 22 | TUR SPR 26 | ESP FEA 25  | ESP SPR 26 | VAL FEA Ret | VAL SPR 15 | GBR FEA Ret | GBR SPR 17 | GER FEA 23 | GER SPR Ret | HUN FEA 18 | HUN SPR 14  | BEL FEA   | BEL SPR    | ITA FEA    | ITA SPR     | 32   | 0      |